# Filippa de Vos
Filippa de Vos, född 30 september 1979 i Askims församling, är en svensk konstintendent och konstnär. de Vos har arbetat som chef för Växjö konsthall och därefter som intendent för offentlig konst i Växjö kommun.
I september 2020 uppförde de Vos och Karin Karinson en konstinstallation bestående av blommor, asfalt, en hyllningstext, en torso i mosaik och en broderad kollagebanderoll i anslutning till Cliff Burtons minnessten i Dörarp. Detta väckte uppmärksamhet bland allmänheten och i media.
de Vos började 2019 brodera skivomslag inom heavy metal-genren och dessa ställdes ut på ett antal svenska gallerier från och med 2021.